# Amelie Strothoff
Amelie Strothoff (* 21. April 2005) ist eine deutsche Volleyballspielerin.

## Karriere
Strothoff spielte in ihrer Jugend Volleyball beim SV Blau-Weiß Aasee. 2019 wechselte die Universalspielerin zum Bundesstützpunkt VCO Münster. Mit einem Zweitspielrecht kam sie seit 2022 auch beim Zweitligisten BSV Ostbevern zum Einsatz. 2023 wechselte sie zum Bundesligisten VC Neuwied 77. Nach dessen Rückzug Anfang 2024 hatte sie beim Ligakonkurrenten USC Münster einige Einsätze und erhielt für die Saison 2024/25 einen Profi-Vertrag.
Strothoff spielte auch in der deutschen U17-Nationalmannschaft.